# Fosse
Fosse település Franciaországban, Pyrénées-Orientales megyében. Lakosainak száma 46 fő (2022. január 1.). Fosse Saint-Paul-de-Fenouillet, Saint-Martin-de-Fenouillet, Vira, Fenouillet, Caudiès-de-Fenouillèdes és Le Vivier községekkel határos.

## Földrajz

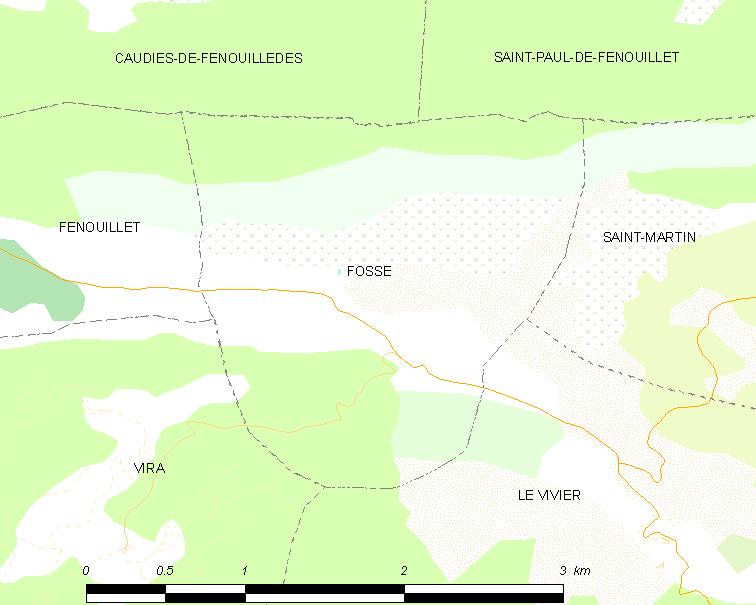
Fosse és környéke

## Népesség
A település népességének változása:
| Lakosok száma | 39   | 37   | 38   | 40   | 41   | 41   | 41   | 41   | 46   |
|               | 2013 | 2015 | 2016 | 2017 | 2018 | 2019 | 2020 | 2021 | 2022 |